# شهرستان کوسیخینسکی
شهرستان کوسیخینسکی (به لاتین: Kosikhinsky District) یک شهرستان در روسیه است که در سرزمین آلتای واقع شده‌است.